# Fokker D.XXI
El Fokker D.XXI era un avió de caça desenvolupat als Països Baixos l'any 1935 en resposta als requeriments de la Reial Força Aèria de les Índies Orientals Holandeses (Militaire Luchtvaart van het Koninklijk Nederlands-Indisch Leger, ML-KNIL) sent l'últim caça dissenyat enterament per Fokker.

## Disseny i desenvolupament

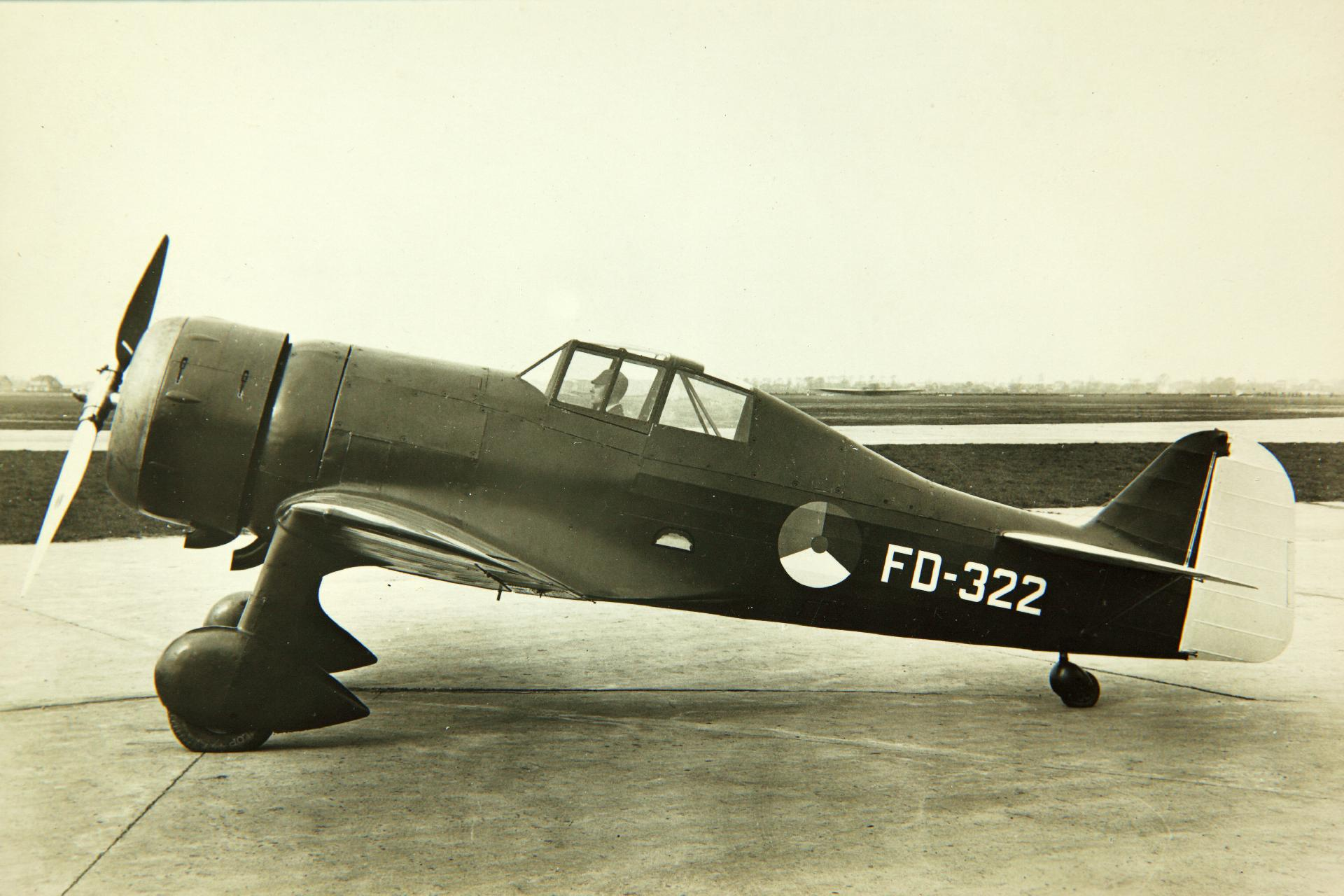
Prototip d'un D.XXI.

Amb la seua configuració monoplana d'ala baixa, tren d'aterratge fix carenat amb frens independents i la seua construcció a base de tubs d'acer soldats recoberts de teixit al fuselatge amb ales de xapat de fusta recobertes d'alumini al llarg del caire d'atac; el D.XXI era un dels avions més moderns produïts per Fokker i un gran avanç per la Força Aèria dels Països Baixos que fins al moment continuava operant biplans de cabina oberta.
La cabina tancada tenia un revestiment de polimetilmetacrilat i era completament ejectable a la fi de facilitar l'eixida del pilot en cas d'emergència. A més, xapes de fusta d'alta densitat separaven el panell d'instruments d'aquesta del dipòsit de combustible de 350 litres. Addicionalment, l'avió era capaç de dur dipòsits auxiliars davall les ales. L'armament consistia en quatre metralladores FN-Browning M36 de 7,92 mm dues dintre l'estructura alar amb 300 bales i la resta enfront de la cabina sincronitzades amb el pas de l'hèlix i 500 bales.
En general l'aparell provà ser un bon caça amb especial èmfasi en la protecció i sent capaç de resistir forces de 4G i velocitats de 700 km/h sense danys considerables. Així durant la seua vida activa rebé lleugeres modificacions a la fi d'actualitzar-se com ara un redisseny parcial de l'ala, tren d'aterratge retràctil i remotorització amb Bristol Hercules de 783 kW (1.050 cv) i Rolls-Royce Merlin de 813 kW (1090 cv).

## Història operacional
Tot i que en principi havia estat pensat per a la Reial Força Aèria de les Índies Orientals Holandeses, finalment es va cobrir la seva demanda amb caces americans i els 36 D.XXI sol·licitats van ser assignats a la Força Aèria Holandesa. L'aparell, que fou dissenyat fent èmfasi en la seva durabilitat amb un preu reduït i amb unes prestacions suficients, fou adquirit per Finlàndia, qui també en va fabricar 93 unitats sota llicència, Dinamarca i Espanya, participant en la Guerra Civil espanyola i les etapes inicials de la Segona Guerra Mundial.
Les unitats de l'exèrcit holandès es va enfrontar a la desesperada a la invasió alemanya de 1940 mentre que les unitats finlandeses van entrar en acció a la Guerra d'Hivern contra l'URSS en 1930-1940. Algunes unitats caigueren després en mans de la Luftwaffe que les redistribuiria entre els seus aliats satèl·lit.

## Variants

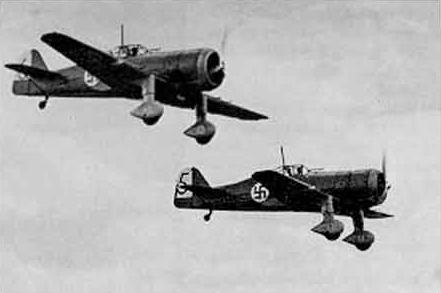
Parella de D.XXI finesos volant en formació.

### D.XXI
Prototip inicial. Una unitat amb matrícula FD-322.

### D.XXI-1
Inclou dos subversions, l'una amb un motor Bristol Mercury VIS de 481 kW (645 cv) i canó Madsen. Escollida per Dinamarca. 3 unitats. I Versió de la Royal Army Aircraft Factory amb motor Bristol Mercury VIII de 619 kW (830 cv). 10 unitats

### D.XXI-2
Estandardització de la versió anterior acceptada per la RNLAF. 53 en total de les quals 36 holandeses.

### D.XXI-3

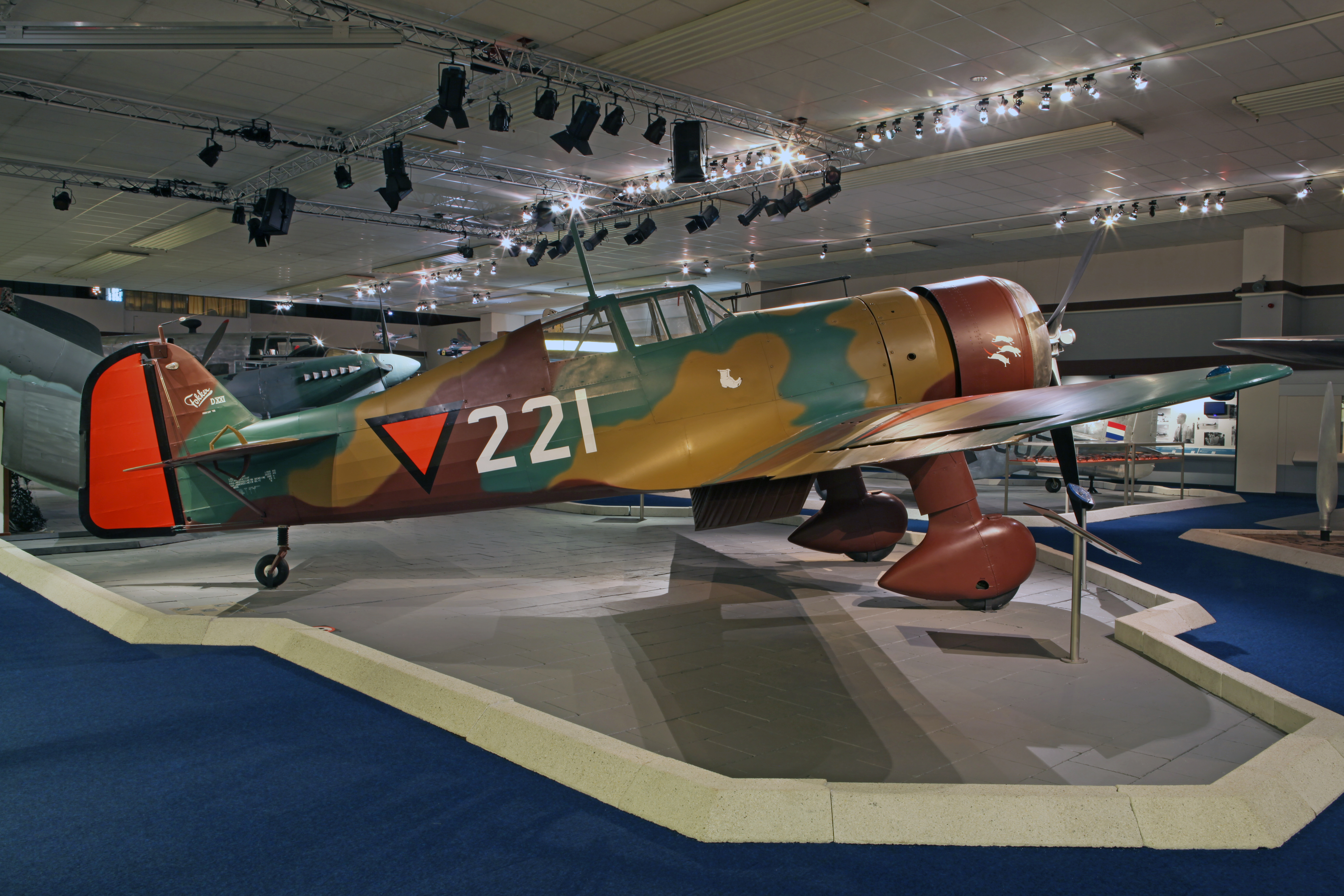
D.XXI restaurant amb el camuflatge de la RNLAF.

Model de producció finès, equivalent a un l'anterior. 35 unitats.

### D.XXI-4
Actualització de l'anterior amb motor Pratt & Whitney R-1535-SB4C-G Twin Wasp Junior de 615 kW (825 cv). 55 unitats en total.

### Projecte 150
Versió proposada amb motor Bristol Hercules. Cap unitat.

### Projecte 151
Versió proposada amb motor Rolls-Royce Merlin. Cap unitat.

### Projecte 152
Versió proposada amb motor Daimler-Benz DB 600H. Cap unitat.

## Especificacions (Fokker D.XXI-1)

Alçat, planta i perfil d'un D.XXI.

### Característiques generals
- Tripulació: 1.
- Longitud: 8,2 m.
- Amplària: 11 m.
- Altura: 2,92 m.
- Superfície alar: 16,2 m^2.
- Pes buit: 1594 kg.
- Pes màxim: 1970 kg.
- Planta motriu: 1 motor radial de nou cilíndres Bristol Mercury VIII de 620 kW (830 cv).

### Rendiment
- Velocidad màxima: 460 km/h.
- Velocidad de creuer: 429 km/h.
- Rang: 930 km.
- Sostre: 11.350 m.
- Potència/pes: 0,309 kW/kg.

### Armament
- Armes: 4 metralladores Vickers de 7,7 mm a les ales.